# Gold Coast Jamboree
Das Gold Coast Jamboree war eine US-amerikanische Country-Sendung, die von WMIE aus Miami, Florida, gesendet wurde.

## Geschichte
Das Gold Coast Jamboree startete im Sommer 1956. Es wurde von Ben Yearty produziert und konnte von Anfang an mit den Country-Stars Wesley & Marilyn Tuttle aufwarten. Tuttle übernahm dabei auch die Funktion des Direktors. Das Gold Coast Jamboree wurde jeden Samstagabend von um 20 Uhr bis Mitternacht im Hialeah City Auditorium in Hialeah, einem Vorort von Miami, abgehalten und ab 22 Uhr live über WMIE gesendet. Im Herbst 1957 wurde das Gold Coast Jamboree jedoch wieder abgesetzt; WMIE ist heute ein christlicher Sender und bestreitet, jemals eine solche Sendung übertragen zu haben. Laut WMIE war die Station zwar zeitweise in Miami lizenziert, hätte aber bereits immer in Cocoa, Florida, gesendet. Tatsächlich war WMIE aber in den 1950er-Jahren in Miami sehr populär mit DJs wie Cracker Jim Brooks oder Uncle Wade.
Das Ensemble des Gold Coast Jamborees war sehr von Country-Musikern wie Jimmy Hartley, Ann Clark und den Dixie Darlings geprägt. Die einzige Rockabilly-Gruppe der Show waren Tommy Spurlin und seine Southern Boys, die für Perfect Records unter Vertrag standen. 
Das lokale Gegenstück war WMILs Old South Jamboree.

## Gäste und Mitglieder
- Tommy Spurlin and the Southern Boys
- Marilyn & Wesley Tuttle
- Kenny Lee
- Jimmy Hartley
- The Country Pals
- Ann Clark
- The Dixie Darlings